# Sanfront
Sanfront (okzitanisch Sanfrount) ist eine Gemeinde in der italienischen Provinz Cuneo (CN), Region Piemont.
Sanfront ist seit 2006 Mitglied der Berggemeinschaft Comunità Montana Valli Po, Bronda e Infernotto, die 2008 zur Comunità Montana Valli Po, Bronda, Infernotto e Varaita erweitert wurde.

## Lage und Einwohner
Sanfront liegt etwa 50 km nordwestlich der Provinzhauptstadt Cuneo am Ende des Valle Po (ital. Bassa Valle Po), etwa 10 km bevor sich das Gebirgstal in die Poebene öffnet. Der in den Cottischen Alpen entspringende Po fließt nordöstlich des Ortes vorbei und beginnt im nun schon über 500 m breiten Talboden zu mäandrieren. Das Gemeindegebiet umfasst eine Fläche von 39 km² und hat 2257 Einwohner (Stand 31. Dezember 2023). Der Hauptort liegt etwa 490 m über dem Meeresspiegel.
Durch das Tal, hier am nördlichen Flussufer beim Nachbarstädtchen Rifreddo, verläuft die Strada Statale 662 (SS 622 oder „Via Valle Po“), die ins westliche Gebirge bzw. nach Osten über Saluzzo nach Turin führt.
Die Nachbargemeinden sind Barge, Brossasco, Envie, Gambasca, Paesana, Rifreddo und Sampeyre.

## Geschichte

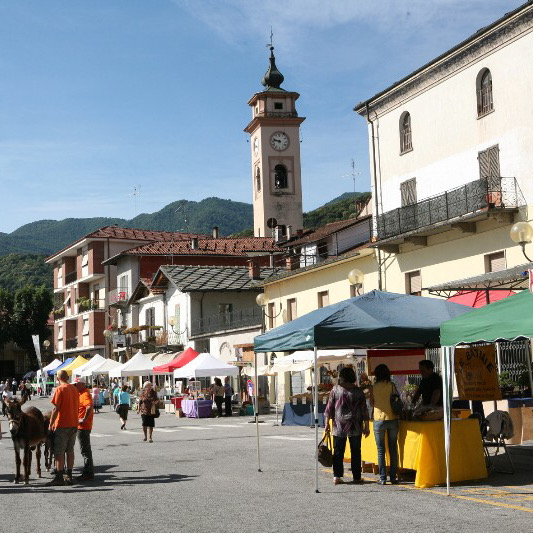
Die Piazza von Sanfront

Sanfront wurde von den Markgrafen von Saluzzo besetzt, die es wiederum den Mulazzano, Del Carretto, Montiglio und verschiedenen anderen Herren belehnten. Im 16. Jahrhundert gehörte es der Familie Briandate, während es 1589 an Ercole Negri, einen bekannten Architekten und Militäringenieur, belehnt wurde.

## Sehenswürdigkeiten
- Die Pfarrkirche San Martino, die 1494 geweiht wurde. Im 19. Jahrhundert wurde sie erweitert, sie behält aber dennoch ihre ursprüngliche gotische Struktur.
- Die Kirche der Gonfalone-Bruderschaft, deren Fassade in der Mitte ein Fresko mit der Darstellung der Unbefleckten Empfängnis aufweist.